# کلوکووا خوتا
کلوکووا خوتا (به لهستانی:  Klukowa Huta) یک روستا در لهستان است که در گمینا ستنژتسا (استان پومرانی) واقع شده‌است.
 کلوکووا خوتا  ۵۶۱ نفر جمعیت دارد.